# IC 2491
IC 2491 ist eine Linsenförmige Galaxie vom Hubble-Typ S0 im Sternbild Kleiner Löwe am Nordsternhimmel. Sie ist schätzungsweise 366 Millionen Lichtjahre von der Milchstraße entfernt und hat einen Durchmesser von etwa 120.000 Lichtjahren.
Im selben Himmelsareal befindet sich u. a. die Galaxie IC 2496.
Das Objekt wurde am 14. Mai 1903 von Stéphane Javelle entdeckt.